# 第1通信大隊
第1通信大隊（だいいちつうしんだいたい、JGSDF 1st Signal Battalion）は、陸上自衛隊練馬駐屯地（東京都練馬区）に駐屯する第1師団隷下のシステム通信科部隊である。

## 概要
第1師団唯一の通信科部隊として通信組織の構成・維持・運営と、映像・写真撮影業務を行う。大隊長は2等陸佐が充てられ、第1師団司令部の通信課長を兼任する。
災害派遣等では、師団各部隊から派遣された災害派遣部隊間の通信の確保を行い、その他、生活支援等の任務にあたる。

## 沿革
第1通信中隊
- 1951年（昭和26年）5月1日：第1通信中隊が警察予備隊第1管区隊編成に伴い、習志野駐屯地において編成。（久里浜駐屯地所在の記事もあり）

第1通信隊
- 1954年（昭和29年）9月10日：第1通信中隊が第1通信隊に称号変更。

第1通信大隊
- 1962年（昭和37年）1月18日：第1管区隊の第1師団への改編により、第1通信隊が第1通信大隊に改編。
- 2002年（平成14年）3月27日：後方支援体制の変換により本部管理中隊が本部付隊に縮小。整備部門を第1後方支援連隊第1整備大隊通信電子整備隊へ移管。

## 部隊編成
- 第1通信大隊本部
- 本部管理中隊「1通-本」[1]
- 第1通信中隊「1通-1」
- 第2通信中隊「1通-2」

## 整備支援部隊
- 第1後方支援連隊第1整備大隊通信電子整備隊「1後支-1整-通」（練馬駐屯地）：2002年（平成14年）3月27日から

## 廃止（改編）部隊
- 第1通信大隊本部管理中隊：2002年（平成14年）3月27日廃止。後方支援体制の変換により本部付隊に縮小。

## 主要装備
- 衛星単一通信可搬局装置 JMRC-C4
- 衛星単一通信携帯局装置 JPRC-C1
- 1/2tトラック / 73式小型トラック
- 1 1/2tトラック / 73式中型トラック
- 3 1/2tトラック / 73式大型トラック
- 89式5.56mm小銃